# 우즈베키스탄 슈퍼리그
우즈베키스탄 슈퍼리그(우즈베크어: O'zbekiston Superligasi / Ўзбекистон Суперлигаси, 러시아어: Суперлига Узбекистана)는 우즈베키스탄 최상위 프로축구 리그로 소련이 붕괴되고 우즈베키스탄 공화국이 건설된  1992년에 개설 되었다. 1992년부터 2008년까지는 우즈베키스탄 상위 리그(러시아어: Высшей лигой Узбекистана)라 불렸으며 2009년에는 우즈베키스탄 프로 축구 리그(러시아어: Высшей лигой ПФЛ Узбекистана)로 리그 명칭을 교체하였다. 2018년 우즈베키스탄 슈퍼 리그로 명칭을 다시 한번 개칭했고 이 리그는 우즈베키스탄 축구 연맹의 원조 하에 운영되고 있다. 1992년 리그 개시 이후 시즌 첫번째 해에는 17개팀이 참가 했다가 16개팀으로 운영되기 시작했고 2018년부터 12개 팀으로 축소 운영을 하게 되었다.
리그 역사상 첫 우승은 FC 파흐타코르 타슈켄트와 FK 네프치 페르가나가 공동 우승으로 처리되었다.
우즈베키스탄 슈퍼 리그의 우승 팀과 준우승 팀, 컵 대회 우승 팀은 AFC 챔피언스리그 본선에 진출하게 되고 리그 3위 팀은 AFC 챔피언스리그 플레이오프에 진출하게 된다. 리그 최하위를 기록한 2팀은 우즈베키스탄 1부 리그로 강등된다.

## 현재 클럽
2025시즌 참가 클럽
| 우즈베키스탄 리그       | 우즈베키스탄 리그 | 우즈베키스탄 리그            | 우즈베키스탄 리그 | 우즈베키스탄 리그     | 우즈베키스탄 리그 |
| 클럽                    | 연고지8           | 경기장                       | 수용인원          | 감독                  | 창단              |
| ----------------------- | ----------------- | ---------------------------- | ----------------- | --------------------- | ----------------- |
| 나브바호르 나망간       | 나망간            |                              |                   | 세르게이 루쉬찬       | 1978              |
| 나사프 카르시           | 카르시            | 마르카지 스타디움            | 21,000            | 루지쿨 베르디예프     | 1986              |
| 파흐타코르 타슈켄트 FK  | 타슈켄트          | 파흐타코르 마르카지 스타디움 | 35,000            | 페드루 모레이라       | 1956              |
| FC 디나모 사마르칸트    | 사마르칸트        | 디나모 사마르칸트 스타디움   | 13,820            | 바딤 아브라모프       | 1960              |
| FC 부뇨드코르           | 타슈켄트          | 밀리 스타디움                | 34,000            | 세르게이 아르슬라노프 | 2005              |
| FC 소그디아나 지자흐    | 지자흐            | 소그디아나 스타디움          | 11,650            | 이반 보슈코비치       | 1970              |
| FC 키질쿰 자라프샨      | 자라프샨          | 요쉴라 스타디움              | 12,500            | 잠시드 사이도프       | 1967              |
| FC AGMK                 | 알말리크          | AGMK 스타디움                | 12,000            | 미르잘랄 카시모프     | 2004              |
| FK 네프치 페르가나      | 페르가나          | 이스티크롤 스타디움          | 20,000            | 비탈리 레브첸코       | 1962              |
| FK 수콘 테르메즈        | 테르메즈          | 알파미시 스타디움            | 6,000             | 페브지 다블레토프     | 1968              |
| FK 안디잔               | 안디잔            | 보부르 아레나                | 18,630            | 알렉산디르 솜야코프   | 1964              |
| FK 올림피크 타슈켄트    | 타슈켄트          | JAR 스타디움                 | 8,500             | 데니스 코로스티첸코   | 2021              |
| FK 코칸트 1912          | 코칸트            | 코칸드 마르카지 스타디움     | 10,500            | 누몬 카사노프         | 1912              |
| PFC 로코모티프 타슈켄트 | 타슈켄트          | 로코모티프 스타디움          | 8,000             | 세르베르 제파로프     | 2002              |

## 역대 우승 팀
| - 1992 : 네프치 페르가나 & 파흐타코르 - 1993 : 네프치 페르가나 - 1994 : 네프치 페르가나 - 1995 : 네프치 페르가나 - 1996 : 나브바호르 나망간 - 1997 : MHSK 타슈켄트 (군 팀) - 1998 : 파흐타코르 - 1999 : 두스틀릭 타슈켄트 - 2000 : 두스틀릭 타슈켄트 - 2001 : 네프치 페르가나 - 2002 : 파흐타코르 - 2003 : 파흐타코르 - 2004 : 파흐타코르 | - 2005 : 파흐타코르 - 2006 : 파흐타코르 - 2007 : 파흐타코르 - 2008 : 부뇨드코르 - 2009 : 부뇨드코르 - 2010 : 부뇨드코르 - 2011 : 부뇨드코르 - 2012 : 파흐타코르 - 2013 : 부뇨드코르 - 2014 : 파흐타코르 - 2015 : 파흐타코르 - 2016 : 로코모티프 - 2017 : 로코모티프 |